# Symphorus
Symphorus is een monotypisch geslacht van straalvinnige vissen uit de familie van de snappers (Lutjanidae), orde baarsachtigen (Perciformes).

## Soort
- Symphorus nematophorus (Bleeker, 1860)